# Isusovo rođenje
Isusovo rođenje, Kristovo rođenje ili Rođenje Isusa Krista (lat. Nativitas Iesu, Nativitas Christi, Nativitas Iesu Christi) odnosi se na rođenje Isusa Krista, koje je opisano u Bibliji i povijesnim spisima. Slavi se na svetkovinu Božića. Kršćani vjeruju da je Isus obećani Mesija koji se rodio i postao čovjekom otkupivši svojom mukom i smrću te uskrsnućem ljude od grijeha iskazujući im za života svoju ljubav i milosrđe (usp. Verbum caro factum est, „I Riječ Tijelom postade (i nastani se među nama)”, Iv 1,14). Zbilo se za 124. Olimpijade i 752. godine od osnutka Rima te 42. godine vladavine cezara Oktavijana Augusta.
Isusovo rođenje opisano je u Evanđeljima po Luki i Mateju. U ostalim se dvama Evanđeljima ne spominje. U Starome zavjetu proroci su navijestili rođenje Mesije koji će otkupiti ljude od grijeha. Kršćani vjeruju da Novi zavjet donosi ispunjenje toga proročanstva. Isusa, Božjega Sina, rodila je Djevica Marija, uz pomoć svoga zaručnika Josipa u Betlehemu. Oko devet mjeseci prije začela ga je po Duhu Svetome (svetkovina Blagovijesti). Car August zapovijedio je popisivanje stanovništva. Josip i trudna Marija krenuli su na put iz njihova grada Nazareta u Betlehem gdje su se morali zaputiti prema odredbama popisa jer je Josip bio iz roda kralja Davida. Zbog gužve nisu mogli naći mjesto u svratištima te su naposljetku završili u staji, okruženi domaćim životinjama, gdje se Isus rodio. Anđeli su pastirima dojavili vijest o Isusovu rođenju te su prvi vidjeli dijete. Poslije je zvijezda repatica dovela sveta tri kralja do Isusa. Pastiri su simbolični predstavnici puka, a sveta tri kralja plemstva jer se Isus rodio za sve ljude.
Isusovo rođenje slavi se 25. prosinca u zapadnom kršćanstvu, a 6./7. siječnja u istočnom kršćanstvu što je 25. prosinca po julijanskome kalendaru. Armenski pravoslavci slave ga 19. siječnja, to jest 6. siječnja po julijanskom kalendaru, na blagdan Bogojavljenja, kad su Božić slavili i prvi kršćani. Neki kršćani Božić slave i 1. siječnja prema Gregorijanskomu kalendaru. U Bibliji nije naveden datum Isusova rođenja, ali u Evanđelju po Mateju piše da je Isus rođen za vrijeme Herodove vladavine, a on je umro 4. godine pr. Kr.
Isusovo rođenje temeljna je razdjelnica kalendara kršćanske ere koji je postao i svjetski građanski kalendar pa je uvriježeno godine razdvajati prije (pr. Kr.) i poslije Krista (pos. Kr.), to jest Kristova rođenja. U matematičkomu iskazu godine prije Krista iskazuju se s negativnim, a po Kristovu rođenju s pozitivnim predznakom.

## Grijeh prvih ljudi i iščekivanje Isusova rođenja
Prema Knjizi Postanka, prve ljude Adama i Evu iskušao je u Edenu đavao, uzevši obličje zmije, koji je pred njih stavio izbor između života i smrti, između života s ili bez Boga, obmanjujući ih obećanjem božanskoga statusa ako uzmu jesti s drva spoznaje dobra i zla.
Prvi ljudi povjerovali su mu te su htjeli postati jednaki Bogu tj. sami gospodariti Edenom. Ljude je Bog stvorio slobodne, davši im slobodnu volju i mogućnost izbora. Kada su prvi ljudi zgriješili, izgubili su posvetnu milost, prestali biti djeca Božja i izgubili su pravo na nebo. Budući da su prvi ljudi bili zastupnici svoje djece, ono što su izgubili vrijedilo je i za sve njihove potomke. Čovjek nije mogao spasiti samoga sebe, a nije mogao osloboditi ni druge ljude. Nakon prvog grijeha, dogodili su se mnogi drugi grijesi, npr. Kajinovo bratoubojstvo Abela. Ni pravednici poput Abrahama nisu poslije smrti mogli prispjeti u raj. Nisu došli ni u pakao, nego su bili nad paklom (u šeolu).
Bog se smilovao ljudima, tako da im je obećao dolazak Spasitelja, koji će ljude izbaviti od grijeha. Ljudi nisu pasivno čekali Spasitelja, nego su vapili za Božjim dolaskom: "O, da razdreš nebesa i siđeš (Iz 63,19)". Bog je preko starozavjetnih proroka poručio, da će Spasitelj biti iz roda Davidova, da će sam Bog doći i otkupiti ljudski rod, da će se roditi u Betlehemu od Djevice, činiti velika čudesa, biti izdan, mučen, da će umrijeti, uskrsnuti i na nebo uzići. Primjeri za to su: "Evo, začet će djevica i roditi sina i nadjenut će mu ime Emanuel! (Iz 7,14)",  "Prezren bješe, odbačen od ljudi, čovjek boli, vičan patnjama, od kog svatko lice otklanja, prezren bješe, odvrgnut. A on je naše bolesti ponio, naše je boli na se uzeo, dok smo mi držali da ga Bog bije i ponižava. Za naše grijehe probodoše njega, za opačine naše njega satriješe (Iz 53,3-5)" te "A ti, Betleheme Efrato, najmanji među kneževstvima Judinim, iz tebe će mi izaći onaj koji će vladati Izraelom; njegov je iskon od davnina, od vječnih vremena. Zato će ih Jahve ostaviti dok ne rodi ona koja ima roditi. Tada će se Ostatak njegove braće vratiti djeci Izraelovoj (Mih 5,1-4)".
Sv. Ivan Krstitelj je preteča, posljednji i najveći prorok, Božji glasnik koji naviješta skori dolazak Isusa i poziva ljude na obraćenje: Njegovo poslanje zapisano je u knjizi proroka Izaije: "Evo šaljem glasnika svoga pred licem tvojim da ti pripravi put". Propovijedao je blizinu kraljevstva Božjeg i pozivao svoje sunarodnjake na promjenu života, a mnogi su se kajali za svoje grijehe i dali da ih Ivan krsti. Neki su mislili, da je on obećani Mesija, ali on im je govorio: "Nakon mene dolazi jači od mene. Ja nisam dostojan sagnuti se i odriješiti mu remenje na obući. Ja vas krstim vodom, a on će vas krstiti Duhom Svetim (Mk 1,7-8)".

## Evanđelje po Luki
U Evanđelju po Luki piše kako Djevica Marija saznaje od arkanđela Gabrijela da će začeti i roditi dijete koje će se zvati Sin Svevišnjega. Kada je upitala arkanđela, kako će se to dogoditi, jer je djevica, on joj odgovori da će Duh Sveti "sići na nju i sila Svevišnjeg će je osjeniti (Lk 1,35)". Na kraju je dodao: "Ta Bogu ništa nije nemoguće (Lk 1,37)". Ona odgovori: "Evo službenice Gospodnje, neka mi bude po tvojoj riječi (Lk 1,38)".
Marija je dva mjeseca nakon bezgrešnog začeća pohodila svoju trudnu rođakinju Elizabetu, koju je Bog u dubokoj starosti blagoslovio potomkom. Čim je Elizabeta čula Djevicu Mariju, zaigralo joj je dijete u utrobi. Osim što je to bio susret Djevice Marije i Elizabete, bio je i prvi susret Isusa i Ivana Krstitelja, koje su trudnice nosile. Elizabeta se napunila Duha Svetoga i izjavila: "Blagoslovljena ti među ženama i blagoslovljen plod utrobe tvoje! (Lk 1, 42)"
U vrijeme kada je Marija trebala roditi, ona i Josip putuju iz njihova doma u Nazaretu oko 150 kilometara južno do Betlehema, kako bi pristupili popisu stanovništva za vrijeme "Kvirinijeva upravljanja Sirijom (Lk 2,2)".
Marija je rodila Isusa i položila ga u jaslice, jer nije bilo mjesta ni u jednom svratištu. Anđeo Gospodnji posjetio je pastire, koji su čuvali svoja stada u blizini i donosi im "blagovijest, veliku radost za sav narod!" te im govori: "Danas vam se u gradu Davidovu rodio Spasitelj – Krist, Gospodin. I evo znaka: naći ćete novorođenče povijeno gdje leži u jaslama (Lk 2,10-12)."
Anđeo se pridružuje "silnoj nebeskoj vojski" koja hvali Boga: "Slava Bogu na visini neba, a na zemlji mir ljudima, miljenicima njegovim! (Lk 2,14)" Pastiri su požurili potražiti Isusa u jaslicama. Kada su ga našli s Josipomi Marijom, ispričali su im, što im je anđeo poručio, slavili su i hvalili Boga. Marija je u sebi razmišljala o svim ovim događajima.
Nakon osam dana, po židovskom običaju, Marija i Josip odveli su Isusa u Jeruzalem na obrezanje, prije povratka u njihov dom u Nazaretu.

## Evanđelje po Mateju
U Evanđelju po Mateju navodi se, kako je Marija zaručena s Josipom, začela Isusa po Duhu Svetome. Josip je primijetio, da je Marija trudna, a jer mu ona nije rekla kako se to dogodilo, razmišljao je kako da je potajice napusti, ne želeći joj raditi neugodnosti. Dok još nije ostvario što je planirao, u snu mu se ukaza anđeo i reče: "Josipe, Sine Davidov, ne boj se uzeti k sebi Mariju, ženu svoju. Što je u njoj začeto, doista je od Duha Svetoga. Rodit će sina, a ti ćeš mu nadjenuti ime Isus jer će on spasiti narod svoj od grijeha njegovih (Mt 1,20-21)."
Mudraci s istoka došli su, raspitati se kod židovskog kralja Heroda, gdje se nalazi Isus, da mu se poklone. Herod se silno uznemirio, pozvao je glavare svećeničke i učenjake, da od njih sazna, gdje se rodio Isus. Rekli su mu, da je rođen u Betlehemu, jer je tako pisano po starozavjetnom proroku Miheju: "A ti, Betleheme, zemljo Judina! Nipošto nisi najmanji među kneževstvima Judinim jer iz tebe će izići vladalac koji će pasti narod moj – Izraela (Mt 2,6)." Herod je javio mudracima s istoka, da se Isus rodio u Betlehemu te im je poručio, da mu na povratku jave, tako da i on dođe pokloniti se. Mudraci su došli do mjesta Isusova rođenja prateći betlehemsku zvijezdu. Našli su Isusa s Marijom i Josipom, poklonili su mu se i dali mu darove: zlato, tamjan i smirnu. U snu su upućeni, da se ne vraćaju Herodu, jer je imao zle planove pa su otišli kući drugim putem.
Anđeo je javio Josipu, da pobjegne u Egipat s Marijom i Isusom. U međuvremenu, Herod naređuje da se pobiju sva muška djeca od dvije godine naniže u Betlehemu i okolici što je poznato kao  "pokolj nevine dječice".
Nakon Herodove smrti, sveta obitelj vratila se iz Egipta i nastanila se u Nazaretu, da se ispuni proroštvo: "Zvat će se Nazarećanin (Mt 2,23)".

## Nadnevak rođenja
Opisi rođenja u Novom zavjetu (Evanđelja po Mateju i Luki) ne spominju datum ili godišnje doba, kada se Isus rodio. U zapadnom kršćanstvu, Božić se tradicionalno slavi 25. prosinca. Postoje zapisi, da su rimokatolici već 330. slavili Božić na taj datum. Kod istočnih kršćana, Isusovo rođenje slavi se 6. i 7. siječnja.
Mišljenje da se Božić počeo slaviti toga datuma zato što se toga datuma u tada još uvijek većinski poganskom Rimu slavilo rođenje boga Sunca (lat. Nativitas Solis Invicti - Rođenje nepobjedivoga Sunca) Crkva odbacuje.
Neki smatraju da se prema aktivnostima pastira iz Lukina opisa Isusova rođenja, može zaključiti da se Isus rodio u proljeće ili ljeto. Pretpostavka da je 25. prosinca datum Isusova rođenja, najranije je zabilježena u Chronographiai Seksta Julija Afrikanca 221.
U Evanđelju po Mateju piše da se Isus rodio u vrijeme vladavine Heroda Velikog, koji je umro 4 godine pr. Kr. Herod je javio mudracima s istoka, da se Isus rodio u Betlehemu te im poručio, da mu na povratku jave gdje se nalazi Isus, tako da i on dođe pokloniti se. No, Herod je imao zle namjere pa je dao pobiti svu mušku djecu u Betlehemu i okolici od 2 godine naniže. Prema tome, Isus se rodio između 6. i 4. godine pr. Kr.
U Evanđelju po Luki, navodi se, da se Isus rodio za vrijeme popisa stanovništva za "Kvirinijeva upravljanja Sirijom (Lk 2,2)", što je bilo 10 godina nakon Herodove smrti. Taj popis stanovništva opisao je židovski povjesničar Josip Flavije u svom djelu "Antiquitates Judaicae". Većina učenjaka, smatra da je vrijeme Isusova rođenja ono koje proizlazi iz opisa u Evanđelju po Mateju.
Prema crkvenim piscima, razlike između dva izvješća u Evanđeljima uvelike umanjuju mogućnost da su evanđelisti pisali lažne činjenice. Naprotiv, pokazuju, da je svaki evanđelist istraživao događaje nezavisno od drugih.

## Mjesto rođenja
U Evanđeljima po Mateju i Luki, mjesto Isusova rođenja je Betlehem. Evanđelje po Mateju podrazumijeva, da je sveta obitelj već živjela u Betlehemu kada se Isus rodio. Prema Evanđelju po Luki, Josip i Marija (koji su živjeli u Nazaretu) putovali su u Betlehem radi popisa stanovništva za "Kvirinijeva upravljanja Sirijom", jer je Betlehem grad Josipovih predaka, rodno mjesto kralja Davida.
Evanđelje po Luki navodi da je Marija rodila Isusa i položi ga u jasle, jer za njih nije bilo mjesta u svratištu, ali ne piše točno gdje je Isus rođen. Pretpostavlja se, da su se jaslice nalazile u špilji, koja je bila unutar brda. Tako su prikazane u bizantskoj umjetnosti. U 2. stoljeću, Justin Mučenik izjavio je, da se Isus rodio u špilji izvan grada.
Bazilika Rođenja Isusova u Betlehemu, koju je dala izgraditi sv. Jelena Križarica, sadrži jaslice u špilji, koje se tradicionalno slave kao mjesto Isusova rođenja.
U Evanđelju po Ivanu, Isusovo rođenje samo se usput spominje. Farizeji su raspravljali odakle Isus potječe: "Pa zar Krist dolazi iz Galileje? Ne kaže li Pismo da Krist dolazi iz potomstva Davidova, i to iz Betlehema, mjesta gdje bijaše David? (Iv 7,41-42)" Nikodem je branio Isusa, a drugi farizeji mu odgovoriše: "Da nisi i ti iz Galileje? Istraži pa ćeš vidjeti da iz Galileje ne ustaje prorok (Iv 7,52)." Evanđelist Ivan, spominje i kako je Riječ Božja postala tijelom: "I Riječ tijelom postade i nastani se među nama i vidjesmo slavu njegovu – slavu koju ima kao Jedinorođenac od Oca – pun milosti i istine (Iv 1,14)."
Evanđelje po Marku također navodi, da je Isus došao iz Galileje, ali ne daje druge pojedinosti o njegovu rođenja.

## Očinstvo
Najraniji tekstovi o Isusovu očinstvu potječu od svetoga Pavla, napisani između oko 50. i 65. godine. Pavao spominje Isusovo očinstvo samo dva puta u poslanicama Galaćanima i Rimljanima. U oba slučaja, kaže da je Isus bio rođen "pod Zakonom" (tj. kao Židov), od linije kralja Davida.
U prvom stoljeću u Judeji, zaruka je obvezujući ugovor koji se sklapao, prije ulaska u pubertet. Ugovor je bio doživotan, ali je pod nekim okolnostima mogao biti poništen. Nakon ceremonije zaruka, mlada nevjesta ostala je u svojoj kući godinu dana ili više dok nije dosegla dovoljnu zrelost. Tada bi prešla u suprugovu kuću, što se obilježilo slavljem.
Kada je arkanđeo Gabrijel došao Mariji i navijestio joj, da će začeti i roditi Isusa, Marija je bila zaručena za Josipa, ali je još živjela u svojoj kući, nije još došlo vrijeme, da se preseli u Josipovu kuću. Mariji nije bilo jasno kako će ostati trudna: "Kako će to biti kad ja muža ne poznam? (Lk 1,34)" Anđeo joj odgovori: "Duh Sveti sići će na te i sila će te Svevišnjega osjeniti. (Lk 1,35)" Iz toga proizlazi, da Marija i Josip nisu imali spolni odnos prije nego što su zajedno živjeli kao supružnici.
Rodoslovlje Isusa kako je navedeno u Matejevom i Lukinom evanđelju pokazuje Josipa, kao zamjenskog oca.

## Isusovo utjelovljenje
Isus se utjelovio po Duhu Svetome, kada ga je Djevica Marija začela. Time se božanska i ljudska narav sjedinila u Osobi Isusa Krista. Isus je postao čovjekom, ne prestavši time biti Bogom. Sveti Pavao je u Poslanici Hebrejima napisao, da je Isus "supatnik u našim slabostima" te "poput nas iskušavan svime, osim grijehom (Heb 4,15)", a u Poslanici Filipljanima: "On, trajni lik Božji, nije se kao plijena držao svoje jednakosti s Bogom, nego sâm sebe "oplijeni" uzevši lik sluge, postavši ljudima sličan; obličjem čovjeku nalik, ponizi sam sebe, poslušan do smrti, smrti na križu (Fil 2,5-8)".
Isus je postao čovjekom, da ljude otkupi od grijeha mukom i smrću na križu te da svojim učenjem i primjerom pokaže put prema vječnom životu. O tome govori i Nicejsko-carigradsko vjerovanje: "Radi nas ljudi i radi našega spasenja sišao s nebesa; i utjelovio se po Duhu Svetom od Marije Djevice i postao čovjekom." Sama riječ "Isus", (hebrejski. Je(ho)šua) ima značenje "Bog spašava", označava njegovo poslanje i identitet. Isus je postao čovjekom tako, da je poprimio pravu ljudsku dušu i tijelo. On je Sin nebeskog Oca po božanskoj naravi i Marijin Sin po ljudskoj naravi.

## Uloga sv. Marije
Bog je odabrao Mariju, da bude Isusova majka. Stoga je Djevica Marija od prvog trena svoga života dobila potrebne milosti, da bude dostojna povjerene joj zadaće. Crkva vjeruje, da je jedina je od svih ljudi bila sačuvana od istočnog grijeha još u prvom trenutku svoga začeća. To se dogodilo, kako bi se Isus mogao utjeloviti u ženi, koja je sačuvana od grijeha. Anđeo Gabrijel pozdravio je Djevicu Mariju pozdravom "Zdravo Marijo, milosti puna (Lk 1,28)". Iz toga proizlazi, da je Bog podario duši Djevice Marije mnogobrojne milosti, da bude dostojna Isusova utjelovljenja i da ima snage i sposobnosti brinuti se za Isusa. Dobila je milosti, da se odupre grijehu i da može podnijeti boli za vrijeme Isusove muke i smrti na križu.
Marija je trebala potvrditi, da želi sudjelovati u Božjem naumu i da želi postati Majka Spasiteljeva. Ona je to učinila riječima: "Evo službenice Gospodnje, neka mi bude po riječi tvojoj! (Lk 1,38)" Porodom Isusa, Marija je postala Majka Božja (Bogorodica). U Evanđelju po Luki, Elizabeta je rekla Mariji: "Ta otkuda meni da mi dođe majka Gospodina mojega? (Lk 1,43)". Izraz "majka Gospodina" može se direktno primijeniti na Marijino bogomaterinstvo. Marijino duhovno majčinstvo proteže se na sve ljude. Sv. Bernardin Sijenski o tome je rekao: "Kad je Marija izgovorila svoj "neka bude", nije samo začela Sina Božjega, nego je s njim začela i sve one koje je On imao otkupiti."
Crkva slavi Mariju kao "Aeiparthenos", "vazda Djevicu". Rođenje Krista nije njezinu djevičansku netaknutost umanjilo nego posvetilo. Sveti Augustin je izjavio za Mariju, da je "Djevica u začeću svoga Sina, Djevica u porodu, Djevica trudna, Djevica majka, Djevica trajno".

## Uloga sv. Josipa
Marija i Josip bili su zaručeni i zakonski vjenčani. Dokaz za to su i anđelove riječi, kada se obratio Josipu u trenucima, kada Josip nije znao kako je Marija ostala trudna: "Josipe, sine Davidov, ne boj se uzeti k sebi Mariju, ženu svoju. Što je u njoj začeto, doista je od Duha Svetoga (Mt 1,20)". Svrha njihove ženidbe bila je, da Isus Božji Sin, na častan način dođe na svijet i da ne bude odbaćen od svijeta kao nezakonito dijete. Svijet nije znao, da je Marija začela po Duhu Svetom. Da su i znali, nisu bili zreli prihvatiti to, stoga da Marija nije bila u braku s Josipom, osudili bi je i kamenovali kao nezakonitu majku, što je tada bilo uobičajeno.
Marija i Josip su djevičanski Isusovi roditellji. Josip nije tjelesno Isusov otac, nego ima ulogu zamjenskog i zakonskog oca. Isus je začet i rođen u zakonitoj ženidbi pa iz toga proizlazi, da je Josip zakonski otac. Sv. Ignacije Antiohijski piše da je prva zadaća sv. Josipa što je Bog preko njega, povezao Isusa s plemenskim stablom po Mojsijevom zakonu, a druga zadaća je zaštita Marijina djevičanstva, što je činio kao njen djevičanski životni suputnik. Sv. Augustin piše, kako je sv. Josip, Isusov otac u duhu, a Marija majka po tijelu. Kardinal Loius Billot izjavio je, da je Josip vršio sve očinske dužnosti izuzevši začeće.
U Evanđelju po Mateju, Josip se opisuje kao "pravednik", jer u vrijeme dok nije znao, da je Marija začela po Duhu Svetom, namjeravao je časno otpustiti Mariju i razvrgnuti zaruke na način, da Marija bude pošteđena sramote i kamenovanja. Nedavna otkrića su pokazala, da je zakonske mogućnosti za razvod bilo i u to vrijeme.

## Posjetitelji
Mudraci su donijeli darove Isusu: zlato, tamjan i smirnu. Iako ih se tradicionalno opisuje kao mudrace ili kraljeve, Evanđelje po Mateju zapravo ih navodi kao mage. Ni imena mudraca, ni njihov broj nisu navedeni, ali je prema broju darova zaključeno, da ih je bilo troje. Kasnije su u tradiciji nazvani Melkior, Baltazar i Gašparom. Baltazar je grčka inačica babilonskog imena, koje znači "Neka Bel zaštiti njegov život". Melkior znači "kralj je moje svjetlo" u aramejskom jeziku. Gašpar je latinizirana inačica perzijskog imena "Gondofar".
Mudraci se ponekad nazivaju "kraljevi" zbog proročanstva proroka Izaije: "K tvojoj svjetlosti koračaju narodi, i kraljevi k istoku tvoga sjaja (Iz 60,3)." Također se u 72. Psalmu naviješta: "Klanjat će mu se svi vladari, svi će mu narodi služiti (Ps 72,11).
Magi su, vidjeli betlehemsku zvijezdu na nebu, smatrajući je objavom, da se rodio kralj Židova: "Vidjesmo gdje izlazi zvijezda njegova pa mu se dođosmo pokloniti (Mt 2,2)."
S druge strane, Evanđelje po Luki ne spominje posjet mudraca. Tamo se navodi posjet lokalnih pastira, kojima je anđeo poručio: "Ne bojte se! Evo javljam vam blagovijest, veliku radost za sav narod! Danas vam se u gradu Davidovu rodio Spasitelj - Krist, Gospodin. I evo vam znaka: naći ćete novorođenče povijeno gdje leži u jaslama (Lk 2,10-12)." Pastiri su poslušali i našli Isusa u jaslama u društvu Marije i Josipa. Vijest o Isusovu rođenju proširili su po okolnom području.

## Povijesnost
O povijesnim točnostima Evanđelja vođene su mnoge rasprave. Neki vide opise u Evanđeljima kao različite, suprotstavljene opise, dok su drugi branili povijesnost opisa, ističući različite perspektive evanđelista.
Raymond Brown tvrdi da Evanđelja predstavljaju dva različita opisa Isusova rođenja: Evanđelje po Mateju opisuje pojavu anđela u Josipovom snu, mudrace s istoka, pokolj nevine dječice i bijeg u Egipat, dok Evanđelje po Luki ne spominje ništa od toga, ali opisuje začeće i rođenje Isusa, posjet arkanđela Gabrijela Mariji, popis stanovništva, rođenje u jaslicama i posjet anđela i pastira.
S druge strane, znanstvenici kao što su Darrell L. Bock i Mark D. Roberts tvrde da su dva opisa Isusova rođenja povijesno točni, a ne suprotstavljeni. Roberts tvrdi da, iako se razlikuju, nisu međusobno kontradiktorni te da postoje sličnosti među opisima, kao što su rodno mjesto Betlehem i djevičansko začeće.
Drugi autori pišu da opisi Isusova rođenja sadrže teološki povezane podatke, kao što su djevičansko začeće i Davidovo podrijetlo, ali sadrže i činjenične podatke kao što su vrijeme Isusova rođenja, imena roditelja i podatci o zarukama i braku.

## Raspored u Evanđeljima
Tablica prikazuje događaje vezane uz Isusovo rođenje opisane u Evanđeljima:
| Broj | Događaj                          | Matej        | Marko | Luka         | Ivan |
| ---- | -------------------------------- | ------------ | ----- | ------------ | ---- |
| 1    | Isusovo rodoslovlje              | (Mt 1,1-17)  |       | (Lk 3,23-38) |      |
| 2    | Rođenje Ivana Krstitelja         |              |       | (Lk 1,5-25)  |      |
| 3    | Blagovijest                      |              |       | (Lk 1,26-38) |      |
| 4    | Pohođenje blažene djevice Marije |              |       | (Lk 1,39-56) |      |
| 5    | Isusovo rođenje                  | (Mt 1,25)    |       | (Lk 2,1-7)   |      |
| 6    | Poklonstvo pastira               |              |       | (Lk 2,8-20)  |      |
| 7    | Prikazanje Gospodinovo u Hramu   |              |       | (Lk 2,21-38) |      |
| 8    | Betlehemska zvijezda             | (Mt 2,1-2)   |       |              |      |
| 9    | Poklon mudraca                   | (Mt 2,3-12)  |       |              |      |
| 10   | Bijeg u Egipat                   | (Mt 2,13-15) |       |              |      |
| 11   | Nevina dječica                   | (Mt 2,16-18) |       |              |      |

## Galerija
- Charles Le Brun: Isusovo rođenje
- Sarkofag iz 4. stoljeća u Milanu; jedan od najstarijih prikaza Isusova rođenja
- Duccio, 13. stoljeće
- Mural s prikazom Isusova rođenja po bizantskoj tradiciji
- Slika Georges de La Toura oko 1644.
- Najstariji prikaz Bogorodice i Djeteta Isusa u Zapadnoj Europi iz Knjige Kellsa, oko 800. godine
- Jaslice u crkvi Gospe Lurdske u Rijeci
- Mozaik iz crkve "Santa Maria Trastevere" u Rimu

## Unutarnje poveznice
- Isusovo rođenje u likovnoj umjetnosti
- Bazilika Rođenja Isusova
- Božić
- Jaslice

## Vanjske poveznice
- Kviz o poznavanju Isusova rođenja  Arhivirana inačica izvorne stranice od 12. siječnja 2012. (Wayback Machine)